# Straceniec (szczyt)
Straceniec (993 m) – szczyt w Grupie Pilska w Beskidzie Żywiecko-Orawskim, znajdujący się w krótkim północno-zachodnim grzbiecie Krawcowego Wierchu. Na mapie Compassu oznaczony jest jako szczyt, w istocie jednak jest to tylko punkt, w którym następuje załamanie grani. Do tej pory łagodnie od wierzchołka Krawców Wierchu opadająca grań w punkcie o wysokości 993 m nabiera stromości i ostro opada w widły dwóch źródłowych cieków potoku Straceniec. Opływają one z obydwu stron grzbiet Straceńca.
Straceniec znajduje się w granicach wsi Złatna w województwie śląskim, w powiecie żywieckim, w gminie Ujsoły. Jest porośnięty lasem. Prowadzi przez niego droga leśna do zwózki drzewa oraz znakowany szlak turystyczny. Tuż poniżej podnóży Straceńca znajduje się duży skład drzewa.
Według Aleksego Siemionowa prawidłowa nazwa to Stracony Groń, taką nazwę podawał bowiem już Andrzej Komoniecki (1658–1728), autor „Chronografii albo Dziejopisu Żywieckiego”.

## Szlak turystyczny
Złatna – Straceniec – Bacówka PTTK na Krawcowym Wierchu